# NGC 938
NGC 938 est une galaxie elliptique située dans la constellation du Bélier. NGC 938 a été découverte par l'astronome prussien Heinrich d'Arrest en 1863.

## Caractéristiques
Sa vitesse par rapport au fond diffus cosmologique est de 3 876 ± 31 km/s, ce qui correspond à une distance de Hubble de 57,2 ± 4,0 Mpc (∼187 millions d'al).

## Supernova
La supernova SN 2015ab a été découverte dans NGC 938 le 6 février à Yamagata au Japon par l'astronome japonais Koichi Itagaki. Cette supernova était de type Ia. 

## Groupe de NGC 976
NGC 938 fait partie du groupe de NGC 976. Ce groupe referme au moins 12 galaxies, dont 11 sont inscrites dans l'article de Garcia. Ce sont les galaxies IC 1797, IC 1801, NGC 924, NGC 930 (en réalité NGC 932), NGC 935, NGC 938, NGC 976, UGC 1965, UGC 2032, UGC 2064 et MCG 3-7-13. Quatre de ces 12 galaxies sont également inscrites dans un article d'Abraham Mahtessian paru en 1998. Il s'agit de NGC 924, NGC 930 (=NGC 932), NGC 935 et NGC 938. La 12e galaxie est NGC 992. En effet selon le même article de Mahtessian, NGC 976 et NGC 992 forment une paire de galaxies. Les données confirment ce fait et NGC 992 devrait donc être incluse dans le groupe de NGC 976.